# 미타니촌 (이시카와현 가호쿠군)
미타니촌(三谷村)은 이시카와현 가호쿠군에 설치되었던 촌이다.